# تانانانیفولولاهی
تانانانیفولولاهی (به لاتین: Tanananifololahy) یک منطقهٔ مسکونی در ماداگاسکار است که در آندیلامنا واقع شده‌است. تانانانیفولولاهی ۵٬۰۰۰ نفر جمعیت دارد و ۶۵۵ متر بالاتر از سطح دریا واقع شده‌است.